# Żychckie Osady
Żychckie Osady – wieś w Polsce, w województwie pomorskim, w powiecie chojnickim, w gminie Konarzyny.
Do 2023 miejscowość była częścią wsi Żychce.
W latach 1975–1998 Żychckie Osady administracyjnie należały do województwa słupskiego.